# Кузембаєв Дамір Сабітович
Дамір Сабітович Кузембаєв (нар. 2 листопада 1991) — казахський борець греко-римського стилю, срібний та дворазовий бронзовий призер чемпіонатів Азії, срібний призер чемпіонату світу серед військовослужбовців.

## Життєпис
Боротьбою почав займатися з 2006 року. Вихованець капчагайської школи боротьби. У 2008 році став срібним призером чемпіонату Азії серед кадетів. У 2011 році завоював бронзову медаль чемпіонату Азії серед юніорів.
Тренер — Жанабай Оспанов.

## Спортивні результати на міжнародних змаганнях

### Виступи на Чемпіонатах Азії
| Змагання                       | Збірна    | Вагова категорія                  | Місце  |
| ------------------------------ | --------- | --------------------------------- | ------ |
| Чемпіонат Азії з боротьби 2016 | Казахстан | греко-римська боротьба, до 130 кг | Бронза |
| Чемпіонат Азії з боротьби 2017 | Казахстан | греко-римська боротьба, до 130 кг | Срібло |
| Чемпіонат Азії з боротьби 2019 | Казахстан | греко-римська боротьба, до 130 кг | Бронза |

### Виступи на Кубках світу
| Змагання                    | Збірна    | Вагова категорія                  | Місце |
| --------------------------- | --------- | --------------------------------- | ----- |
| Кубок світу з боротьби 2016 | Казахстан | греко-римська боротьба, до 130 кг | 4     |
| Кубок світу з боротьби 2017 | Казахстан | греко-римська боротьба, до 130 кг | 7     |

### Виступи на Чемпіонатах світу з боротьби серед військовослужбовців
| Змагання                                                  | Збірна    | Вагова категорія                  | Місце  |
| --------------------------------------------------------- | --------- | --------------------------------- | ------ |
| Чемпіонат світу з боротьби серед військовослужбовців 2013 | Казахстан | греко-римська боротьба, до 120 кг | Срібло |

### Виступи на інших змаганнях
| Змагання                                    | Збірна    | Вагова категорія                  | Місце |
| ------------------------------------------- | --------- | --------------------------------- | ----- |
| Гран-прі Німеччини з боротьби 2014          | Казахстан | греко-римська боротьба, до 130 кг | 8     |
| Гран-прі FILA 2015                          | Казахстан | греко-римська боротьба, до 130 кг | 9     |
| Турнір Вехбі Емре і Гаміта Каплана 2015     | Казахстан | греко-римська боротьба, до 130 кг | 12    |
| Кубок Президента Казахстану з боротьби 2015 | Казахстан | греко-римська боротьба, до 130 кг | 5     |
| Меморіал Болата Турлиханова 2015            | Казахстан | греко-римська боротьба, до 130 кг | 7     |
| Золотий Гран-прі з боротьби 2016            | Казахстан | греко-римська боротьба, до 130 кг | 5     |
| Кубок Владислава Пітласинські 2017          | Казахстан | греко-римська боротьба, до 130 кг | 10    |
| Меморіал Олега Караваєва 2019               | Казахстан | греко-римська боротьба, до 130 кг | 5     |

### Виступи на змаганнях молодших вікових груп
| Змагання                                      | Збірна    | Вагова категорія                  | Місце  |
| --------------------------------------------- | --------- | --------------------------------- | ------ |
| Чемпіонат Азії з боротьби серед кадетів 2008  | Казахстан | греко-римська боротьба, до 85 кг  | Срібло |
| Чемпіонат Азії з боротьби серед юніорів 2011  | Казахстан | греко-римська боротьба, до 120 кг | Бронза |
| Чемпіонат світу з боротьби серед юніорів 2011 | Казахстан | греко-римська боротьба, до 120 кг | 19     |